# Movimiento Cívico Militante
El Movimiento Cívico Militante (MCM) es un partido político venezolano de izquierda fundado a mediados de 2004. 

## Historia
Surge luego del Referéndum presidencial de Venezuela de 2004 tras diferencias con algunos miembros de partidos pro-chavistas, disconformes con los métodos de elección interna dentro de esas organizaciones. Desde entonces Alicia Hernández Rondón quedó encargada como la presidenta del partido y Nerio Velásquez como Secretario General. 
Para las elecciones presidenciales 2006 el partido decide apoyar a Hugo Chávez para su reelección obteniendo 29.428 votos (0,25%).
El 30 de enero de 2007 anuncian su disolución para integrarse al Partido Socialista Unido de Venezuela propuesto por Hugo Chávez a mediados de diciembre de 2006, actualmente el Secretario General del Movimiento Cívico Militante Nerio Velásquez participa como miembro de la Comisión Promotora del Partido Socialista Unido de Venezuela.